# Konradin Kunze
Konradin Kunze (* 29. September 1977 in Freiburg im Breisgau) ist ein deutscher Schauspieler, Regisseur und Autor.

## Leben und Wirken
Kunze spielte bereits als Kinderdarsteller am Theater Freiburg unter der Intendanz von Friedrich Schirmer. Nach seiner Schulzeit an der Waldorfschule und dem Abitur studierte er an der Hochschule für Musik und Theater Hannover. Von 2002 bis 2005 spielte er im Ensemble des Kinder- und Jugendtheaters moks am Bremer Theater unter der Leitung von Klaus Schumacher. 2005 bis 2009 gehörte er zum Ensemble des Jungen Schauspielhauses am Deutschen Schauspielhaus Hamburg und spielte dort u. a. die Titelrolle in „Törleß“ nach Robert Musil. Für das Junge Schauspielhaus inszenierte er die Erzählung „NippleJesus“ von Nick Hornby und „Paradise Now“ nach dem gleichnamigen Film von Hany Abu-Assad.
Seit 2009 ist er als freischaffender Regisseur, Autor und Schauspieler tätig.
Sein Stück „foreign angst“ wurde 2011 auf dem Heidelberger Stückemarkt und dem Stückemarkt des Berliner Theatertreffens präsentiert und am Hessischen Staatstheater Wiesbaden uraufgeführt. Sein Drehbuch für den Animationsfilm „Die letzte Welt“ nach dem Roman von Christoph Ransmayr wurde 2011 beim Trickfilmfestival Stuttgart mit dem Deutschen Animationsdrehbuchpreis ausgezeichnet. Seine Inszenierung von "Waisen" (von Dennis Kelly) wurde 2019 zum Deutschen Kinder- und Jugendtheatertreffen in Berlin eingeladen.
Seit 2011 erarbeitet er recherchebasierte Produktionen und Ausstellungen mit der freien Theater- und Performancegruppe Flinn Works.
Kunze setzt sich für die Restitution von in der deutschen Kolonialzeit verschleppten menschlichen Gebeinen und Kulturgütern insbesondere nach Tansania ein. Im Rahmen des von ihm geleiteten Ausstellungsprojekts „Marejesho“ gelang es, menschliche Gebeine durch DNA-Abgleich mit lebenden Nachkommen zu identifizieren.

## Privates
Konradin Kunze ist der jüngste Sohn des Literatur- und Sprachwissenschaftlers Konrad Kunze.

## Inszenierungen
- C0N5P1R4.CY von Konradin Kunze und Ensemble, Moks/Theater Bremen, 2020
- Auf der Suche nach dem unschätzbaren Wert der Dinge von Konradin Kunze, tjg Dresden, 2019
- Waisen von Dennis Kelly, Moks/Theater Bremen, 2017
- Foxfinder von Dawn King, Theater Magdeburg, 2016
- Schädel X (UA) (mit Sophia Stepf) von Konradin Kunze/Flinn Works, Sophiensaele Berlin 2016
- Himmel (DSE) von Wajdi Mouawad, Junges Schauspielhaus Hamburg 2015
- Abzählen (UA) nach Tamta Melaschwili, Moks/Theater Bremen, 2014
- Weißes Papier (UA) von Konradin Kunze, Moks/Theater Bremen, 2014
- Krishna’s Elite (UA) (mit Sophia Stepf) von Flinntheater, Hebbel am Ufer 2013
- Gelber Mond von David Greig, Moks/Theater Bremen 2013
- Hacking Luleå (UA), Stückentwicklung von Konradin Kunze und dem Ensemble, Junges Schauspielhaus Hamburg 2012
- Verbrennungen von Wajdi Mouawad, Junges Schauspielhaus Hamburg 2012
- Die Bürgschaft von Lothar Kittstein, Theater Bremen 2011
- Die Durstigen von Wajdi Mouawad, Moks/Theater Bremen 2011
- A Small, Small World (UA) mit Sophia Stepf von Kunze/Stepf, Goethe-Institut Dhaka, Bangladesch 2011
- Bombel (UA) nach Mirosław Nahacz, Theater Plauen-Zwickau 2009
- Paradise Now (UA) von Konradin Kunze nach Hany Abu-Assad/Bero Beyer, Junges Schauspielhaus Hamburg 2008
- NippleJesus von Nick Hornby, Junges Schauspielhaus Hamburg 2006
- Never change a winning team (UA) von Kai Lenke, Moks/Theater Bremen 2004

## Theaterrollen (Auswahl)
Flinn Works
- Konradin in Carbon Negative von Flinn Works, Regie: Sophia Stepf
- Konradin in No More! White Money von Flinn Works und Afra Tafri
- Diverse in Ultimate Safari von Flinn Works und Asedeva, Regie: Sophia Stepf
- Konradin u. a. in Fear & Fever von Flinn Works, Regie: Sophia Stepf
- Konradin in Maji Maji Flava von Flinn Works und Asedeva, Regie: Sophia Stepf
- Konradin Ziegenfuß in Schädel X von Flinn Works, Regie: Sophia Stepf
- Diverse in Krishna’s Elite von Flinntheater, Regie: Sophia Stepf und Konradin Kunze
- Preacher in The Power Play von Flinntheater, Regie: Sophia Stepf
- Konradin in A Small, Small World von Sophia Stepf und Konradin Kunze, Regie: Sophia Stepf

Junges Schauspielhaus Hamburg
- Claudius in Hamlet von William Shakespeare, Regie: Klaus Schumacher
- Thomas in Das Buch von allen Dingen nach Guus Kuijer, Regie: Barbara Bürk
- Mathew in Träumer nach Gilbert Adair, Regie: Daniel Wahl
- Theo in Louis und Louisa von David Gieselmann/Klaus Schumacher, Regie: Klaus Schumacher
- Törleß in Törleß von Robert Musil/Thomas Birkmeir, Regie: Kristo Šagor
- Hermes, Antinoos, Said in Die Odyssee und Haram von Ad de Bont, Regie: Klaus SchumacherUrauff
- Jo in Sagt Lila von Chimo, Regie: Daniel Wahl
- Cem in Ehrensache von Lutz Hübner, Regie: Klaus Schumacher
- Tom in Tags anders… nachts auch von Konradin Kunze/Klaus Schumacher, Regie: Klaus Schumacher
- Christian in Cyrano nach Edmond Rostand, Regie: Klaus Schumacher
- Wildeboer, Basja, Wijngaard, Granman u. a. in Mutter Afrika von Ad de Bont, Regie: Klaus Schumacher
- Murx in MaxundMurx von Paula Fünfeck, Regie: Klaus Schumacher
- Tom in Playback life von Klaus Schumacher/moks Ensemble, Regie: Klaus Schumacher

moks / Bremer Theater
- Cicin in Ein König horcht nach Italo Calvino, Regie: Heiner Fahrenholz
- Stipe in FSK 16 von Kristo Šagor, Regie: Klaus Schumacher
- Skolik u. a. in Die letzten Tage der Menschheit von Karl Kraus, Regie: Johann Kresnik, Bremer Theater

Theater Freiburg
- Leamy Flanagan in The Field – der blutige Boden von John B. Keane, Regie: Stephan Kimmig
- Knabe in Die wundersame Schustersfrau von Federico García Lorca, Regie: Jürgen Kruse

## Filmrollen
- Konradin Kunze in Das leere Grab (Dokumentarfilm), Regie: Agnes Lisa Wegner und Cece Mlay, kurhaus Production und Kijiweni Productions 2024
- Er in 8 min, Kurzfilm mit Gabriela Maria Schmeide, Regie: Lea Dietrich, ACHTFILM 2008
- Stefan in Luca’s Evangelium, Kurzfilm mit Radik Golovkov, Regie: Johann Sachs, episode film 2005

## Theaterstücke
- C0N5P1R4.CY, mit dem Ensemble, Uraufführung Moks/Theater Bremen 2020
- Auf der Suche nach dem unschätzbaren Wert der Dinge, Uraufführung tjg Dresden 2019
- Schädel X, Lecture Performance von Flinn Works, Uraufführung Sophiensaele Berlin 2016
- Weißes Papier, Uraufführung Moks/Theater Bremen 2014
- Krishna’s Elite, Stückentwicklung von Flinntheater, Uraufführung HAU Hebbel am Ufer Berlin 2013
- Hacking Luleå, Stückentwicklung von Konradin Kunze und dem Ensemble, Uraufführung Junges Schauspielhaus Hamburg 2012
- neodym, Kurzdrama, Uraufführung Badisches Staatstheater Karlsruhe 2011
- foreign angst, Szenische Lesungen Theater Heidelberg und Haus der Berliner Festspiele 2011, Uraufführung am Staatstheater Wiesbaden 2012
- A Small, Small World mit Sophia Stepf, Uraufführung Goethe-Institut Dhaka, Bangladesch 2011
- Paradise Now nach dem Drehbuch von Hany Abu-Assad/Bero Beyer, Uraufführung Junges Schauspielhaus Hamburg 2008
- Tags anders… nachts auch mit Klaus Schumacher, Uraufführung Junges Schauspielhaus Hamburg 2005

## Drehbücher
- Ultimate Safari_360°, mit Sophia Stepf, Isack Abeneko, 360° Video-Installation, Flinn Works 2025
- Mangi Meli Remains (Film), mit Sarita Lydia Mamseri, Animationsfilm, Flinn Works 2019
- Die letzte Welt, Drehbuch für einen Animationsfilm nach dem Roman von Christoph Ransmayr 2011
- Nasos Verbannung, Animationsfilm, la gamine volante 2011
- 8 min, Kurzspielfilm, ACHTFILM 2008

## Regie (Film)
- Mangi Meli Remains (Film), Animationsfilm, Flinn Works 2019[5]
- Nasos Verbannung, Animationsfilm, la gamine volante 2011

## Ausstellungen
- Marejesho, Flinn Works mit Berlin Postkolonial und Old Moshi Cultural Tourism, mobile Recherche-Ausstellung in Tansania 2022, Folgeausstellung im Tieranatomischen Theater der Humboldt-Universität Berlin 2023–2024 und im Marburger Rathaus 2025.[6]
- Ultimate Safari_360°, Flinn Works mit Asedeva, mobile 360° Video Installation in Tansania 2024.
- Mangi Meli Remains (Ausstellung und Videoskulptur), Flinn Works 2018/2019 im Rahmen der Ausstellung "The dead as far as [   ] can remember" im Tieranatomischen Theater der Humboldt-Universität Berlin[7] sowie im DARCH Dar es Salaam und seit 2019 dauerhaft in Old Moshi, Tansania.[8][9]

## Auszeichnungen
- Einladung zum Deutschen Kinder- und Jugendtheatertreffen "Augenblick Mal!" mit Waisen 2019
- Deutscher Animationsdrehbuchpreis für Die letzte Welt 2011[10]
- Nachwuchsförderpreis des Filmverband Sachsen für den Animationsfilm Nasos Verbannung 2011[11]
- Einladung zum Stückemarkt des Berliner Theatertreffens mit foreign angst 2011[12]
- Einladung zum Heidelberger Stückemarkt mit foreign angst 2011
- Nachwuchspreis der Freunde des Deutschen Schauspielhauses in Hamburg mit dem Ensemble des Jungen Schauspielhaus 2006
- Kurt-Hübner-Preis mit Klaus Schumacher und dem moks Ensemble 2004